# جامعة ريتسوميكان
جامعة ريتسوميكان Ritsumeikan University (立命館大学 Ritsumeikan Daigaku، abbreviated to Rits and 立命 Ritsumei) هي جامعة خاصة في كيوتو، اليابان. تعودُ بدايتها للعام 1869 في محافظة كيوتو. تُعرف جامعة ريتسوميكان اليوم بأنها واحدة من أربع جامعات خاصة رائدة في غرب اليابان ((جامعة كوانسي جاكين، جامعة كانساي، جامعة دوشيشا، وجامعة ريتسوميكان). هناك اختصار مشهور يشير إلى الجامعات الخاصة الأربع الرائدة في المنطقة (درس فيها نحو 20 مليون شخص). تشتهر جامعة ريتسوميكان بأقسام العلاقات الدولية والعلوم والهندسة. لدى جامعة ريتسوميكان برامج تبادل مع المدارس في جميع أنحاء العالم، بما في ذلك جامعة كولومبيا البريطانية، وجامعة ملبورن، وجامعة سيدني، وجامعة هونغ كونغ، وجامعة كينجز كوليدج لندن، وجامعة مانشستر. تقدم ريتسوميكان حاليًا برنامجًا مزدوجًا للحصول على درجة البكالوريوس وبرنامج درجة الماجستير المزدوج بالتعاون مع الجامعة الأمريكية. ريتسوميكان يونفرسيتي بانثرز هو فريق كرة قدم جماعي على الطراز الأمريكي في اليابان وقد فاز بثلاث بطولات وطنية وسبع بطولات جماعية وتسع بطولات مؤتمرات.

## التاريخ

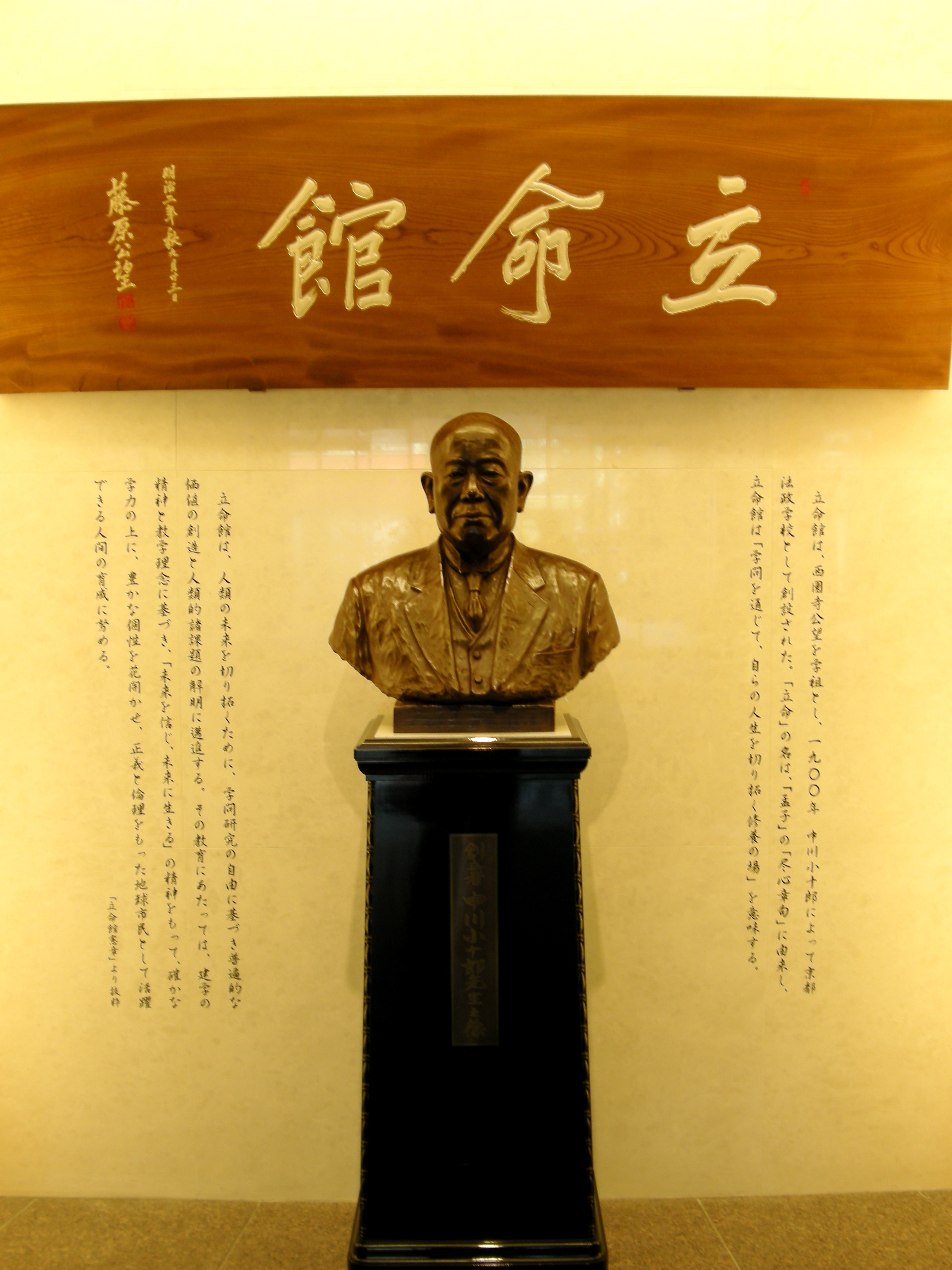
تمثال نصفي لكوجورو ناكاجاوا

تأسَّست ريتسوميكان لأول مرة كأكاديمية خاصة في عام 1869 على يد الأمير سايونجي كينموشي. في عام 1900، أنشأ كوجورو ناكاجاوا (السكرتير السابق للأمير سايونجي) مدرسة كيوتو هوساي، وهي كلية حقوق تبنت في النهاية اسم ريتسوميكان (بإذن من الأمير) وحصلت على وضع جامعي كامل في عام 1922. تاريخيًا، كان يُنظر إلى المدرسة على أنها بديل ليبرالي لجامعة كيوتو الحكومية.
يأتي اسم «ريتسوميكان» من اقتباس منسيوس:
يموتُ البعض في سن مبكرة، والبعض يعيش حياة طويلة. هذا يقرره القدر. لذلك، يتألف واجب المرء من تنمية عقله خلال هذه الفترة المميتة، وبالتالي «تحديد مصير المرء». (في اليابانية، 立命، ريتسومي) 
تشير كلمة «كان» بالإضافة إلى «ريتسومي» إلى المبنى.

## الكليات والمدارس العليا
هذه هي قائمة الكليات والمدارس العليا في الجامعة الكبيرة حسب الحرم الجامعي

### حرم كينوجاسا

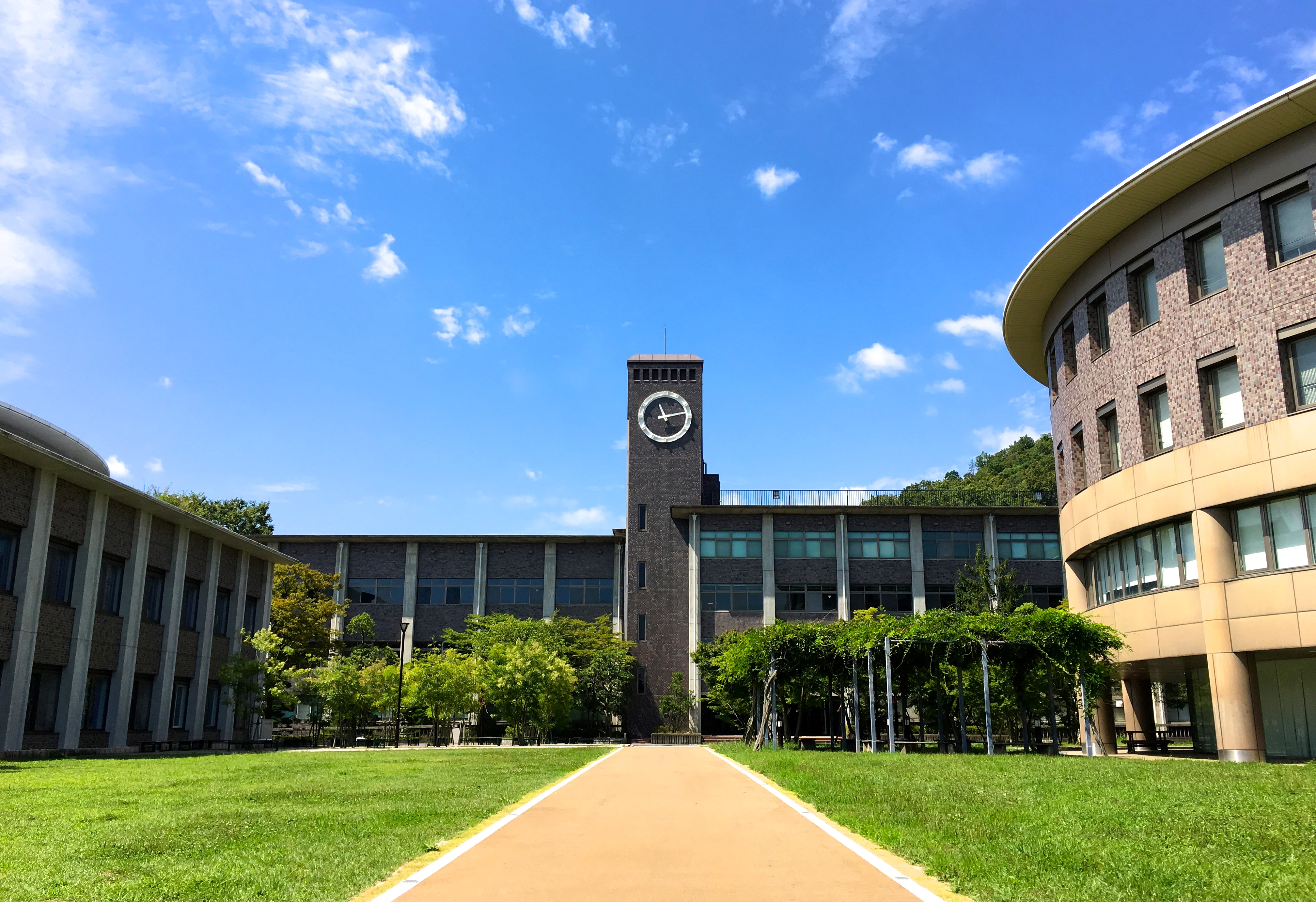
زونشينكان هو مبنى في حرم Kinugasa.

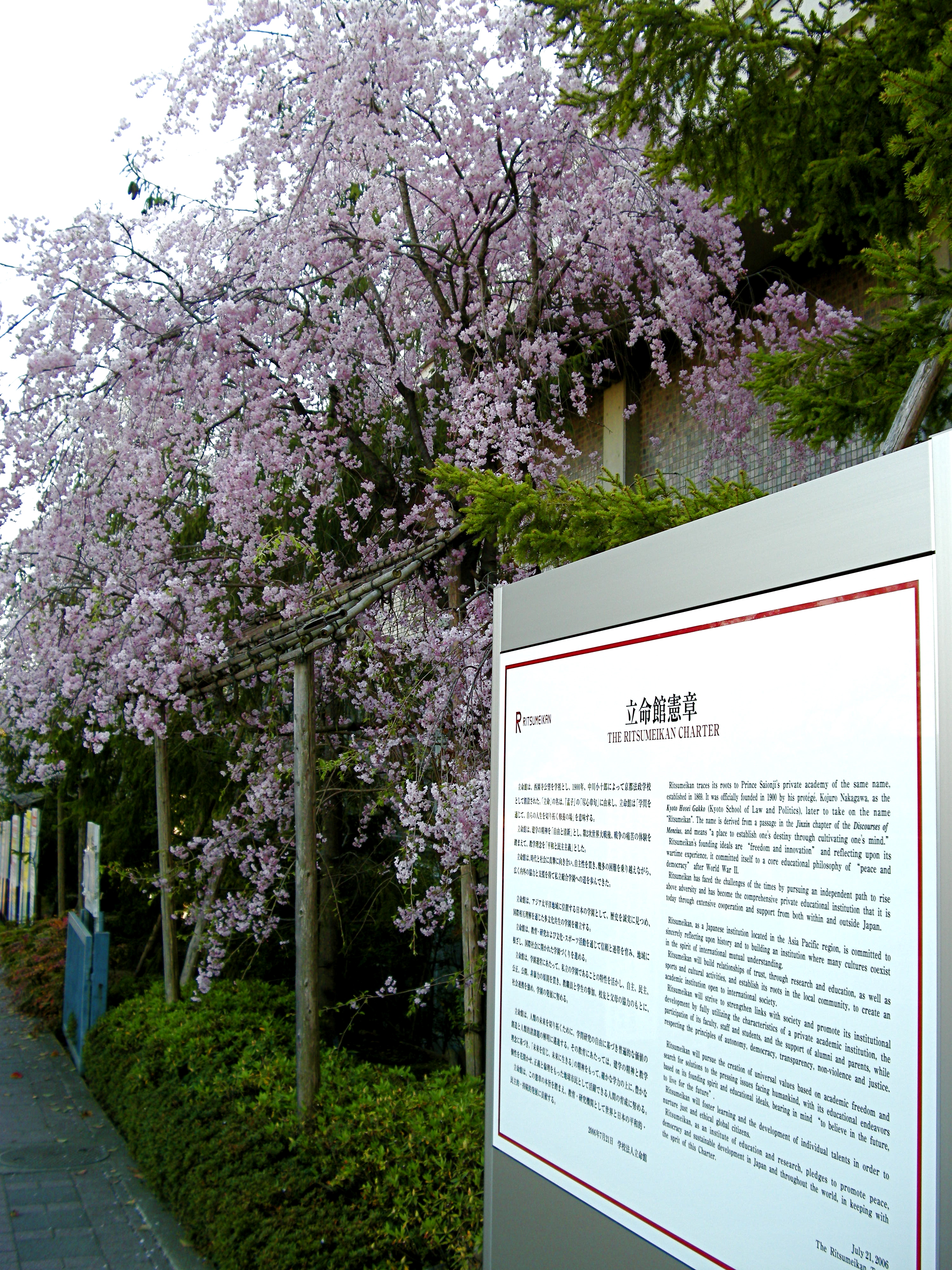
ميثاق ريتسوميسكان

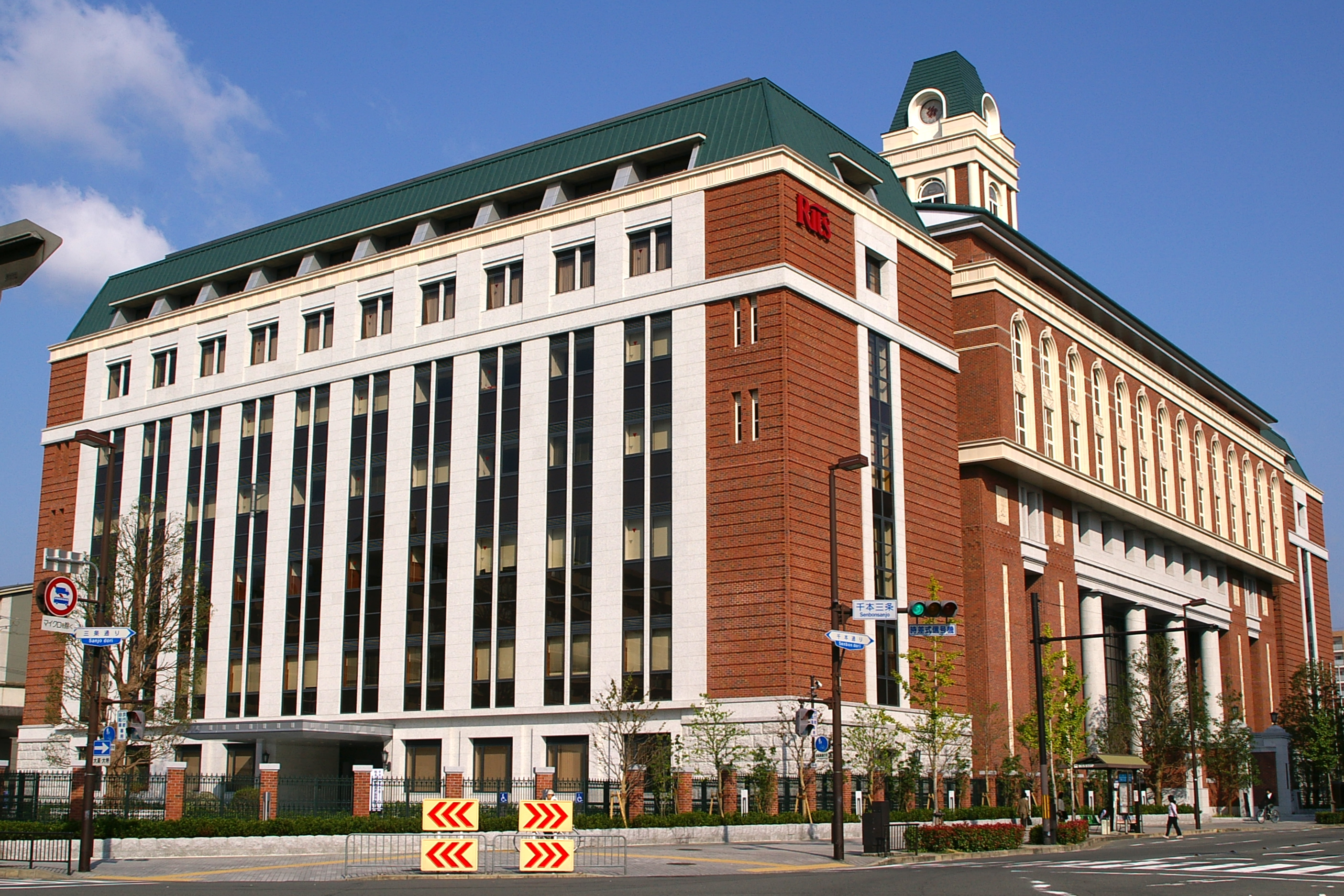
مبنى ناكاجاوا كايكان في حرم سوزاكو الجامعي

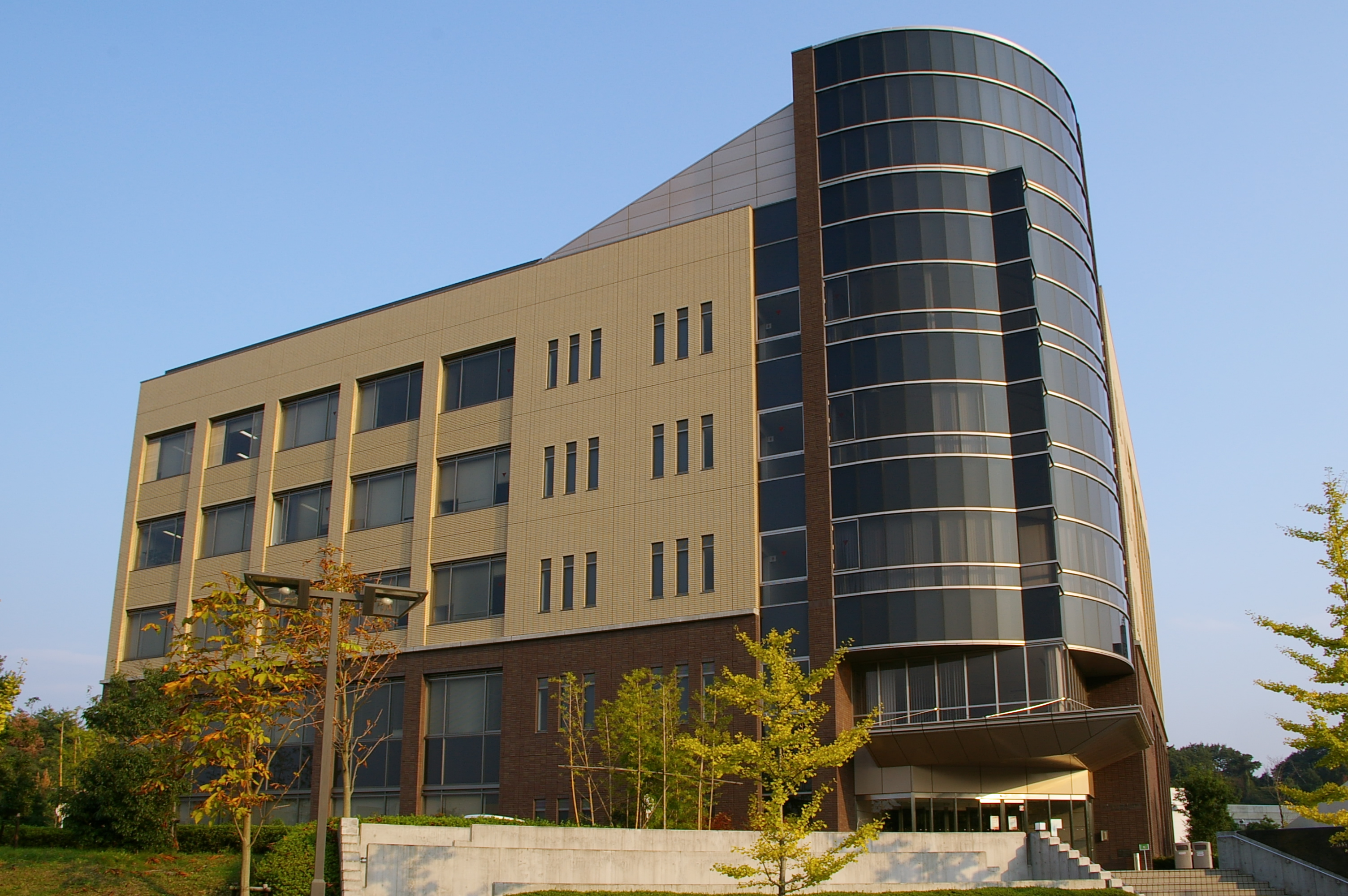
روم بلازا في حرم بيواكو كوساتسو الجامعي

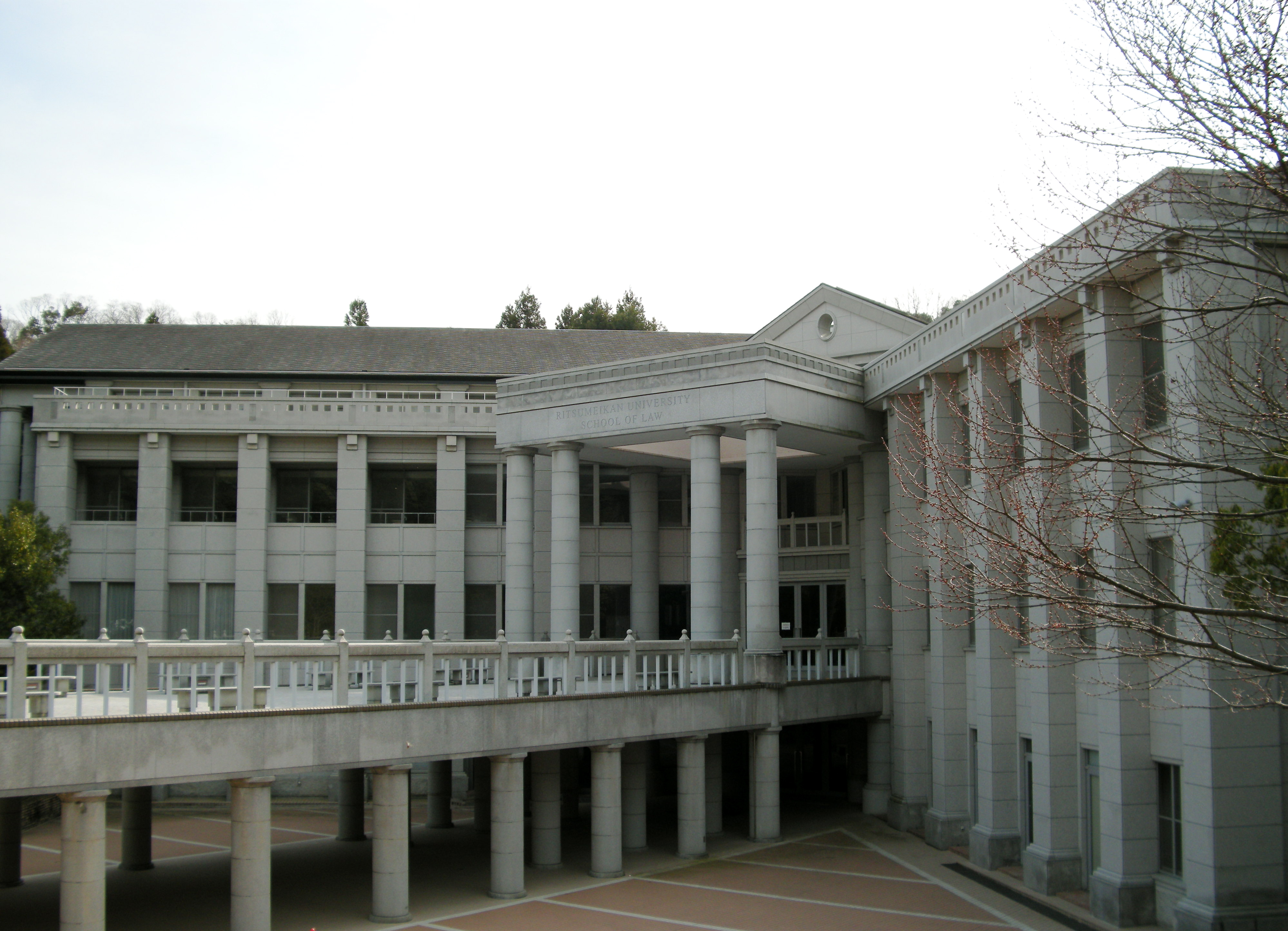
قاعة سايونجي التذكارية (حرم كينوجاسا الجامعي، كيوتو، اليابان)

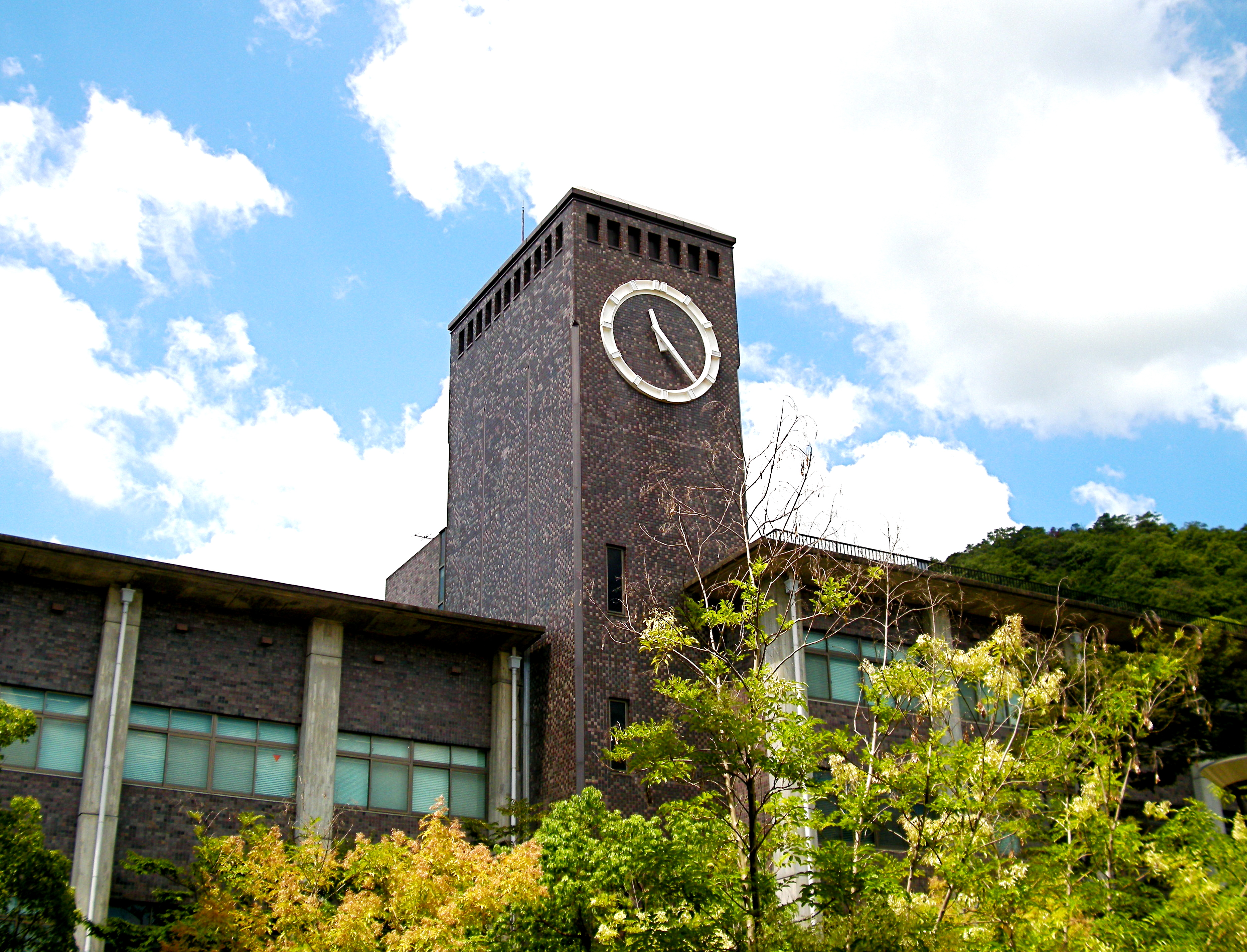
زهونسيسكان هول (حرم كينوجاسا الجامعي، كيوتو، اليابان)

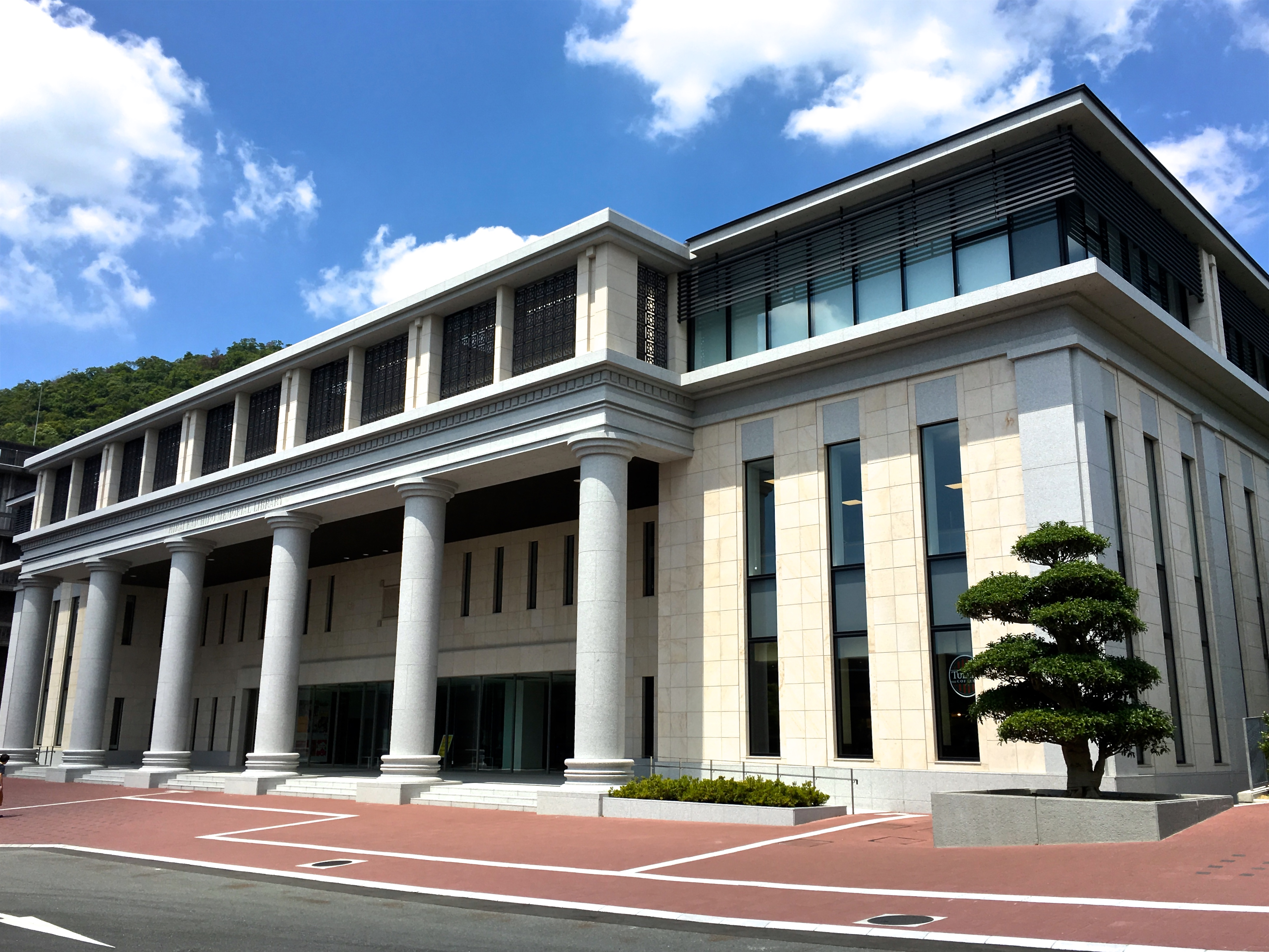
مكتبة هيراي كايشيرو التذكارية

في كيتا-كو، كيوتو، وهذا ليبرالي الحرم الجامعي الموجهة الفنون هو ما يقرب من خمسة دقائق سيرا على الأقدام من رايوان جي وكينكاكو-جي المعابد. يضم الحرم الجامعي ثماني كليات للدراسات العليا و17000 طالب جامعي و1100 طالب دراسات عليا.
- الكليات (学部)
  - كلية القانون (法学 部)
  - كلية العلوم الاجتماعية (産業 社会 学部)
  - كلية العلاقات الدولية (国際 関係 学部)
  - كلية علوم السياسة (政策 科学 部)
  - كلية الآداب (文学 部)
  - كلية فنون وعلوم الصورة (映像 学部)
- كليات الدراسات العليا (大 学院)
  - كلية الحقوق (法学 研究 科)
  - كلية الدراسات العليا في علم الاجتماع (社会学 研究 科)
  - كلية الدراسات العليا للعلاقات الدولية (国際 関係 研究 科)
  - كلية الدراسات العليا لعلوم السياسة (政策 科学研究 科)
  - كلية الدراسات العليا للآداب (文学 研究 科)
  - كلية الدراسات العليا للعلوم للخدمات الإنسانية (応 用 人間 科学研究 科)
  - كلية الدراسات العليا لتعليم اللغة وعلوم المعلومات (言語 教育 情報 研究 科)
  - كلية الدراسات العليا في CoreEthics و Frontier Sciences (先端 総 合 学術 研究 科)
- معهد حرم كينوجاسا الجامعي (イ ン ス テ ィ テ ュ ー ト)
  - المعهد المشترك بين الكليات للدراسات الدولية (国際 イ ン ス テ ィ テ ュ ー ト)
    - برنامج القانون الدولي والأعمال (国際法 務 プ ロ グ ラ ム)
    - برنامج الخدمة المدنية الدولية (国際 公共 プ ロ グ ラ ム)
    - برنامج المجتمع الدولي (国際 社会 プ ロ グ ラ ム)
    - برنامج الرعاية الدولية (国際 福祉 プ ロ グ ラ ム)

### حرم سوزاكو
في ناكاجيو-كو، كيوتو. يضم هذا الحرم الجامعي كلية الحقوق وكلية الدراسات العليا للإدارة وكلية الدراسات العليا للسياسة العامة، بالإضافة إلى مقر أكاديمية ريتسوميكان.
- كليات الدراسات العليا (大 学院)
  - كلية الدراسات العليا للإدارة (経 営 管理 研究 科)
  - كلية الدراسات العليا للسياسة العامة (公務 研究 科)
- المدارس (専 門 職 大 学院)
  - كلية الحقوق[9] (法 務 研究 科)

### حرم بيواكو كوساتسو الجامعي
يقع حرم بيواكو-كوساتسو في كوساتسو، شيغا. يقع هذا الحرم الجامعي الموجه نحو التكنولوجيا جنوب شرق بحيرة بيوا، أكبر بحيرة للمياه العذبة في اليابان، ويبعد 30 دقيقة بالقطار عن محطة Kyōto. يضم الحرم الجامعي أربع كليات جامعية وأربع مدارس عليا و 16000 طالب جامعي و 1600 طالب دراسات عليا.
- الكليات (学部)
  - كلية الاقتصاد [10] (経 済 学部) تقدم كلية الاقتصاد ثلاثة برامج تتعلق بالاستراتيجية الاقتصادية والتعاون الاقتصادي والاقتصاد الدولي ورفاهية الإنسان والظروف الاقتصادية. المنهج يدمج النظرية والتاريخ والمعرفة بالحالة الراهنة للأمور في نهج منظم على نطاق محلي وأجنبي.
  - كلية إدارة الأعمال [11] (経 営 学部)
  - كلية العلوم والهندسة (理工 学部)
  - كلية علوم وهندسة المعلومات (情報 理工 学部)
  - المعهد المتكامل للفنون والعلوم (文理 総 合 イ ン ス テ ィ テ ュ ー ト)
  - كلية علوم الحياة (生命 科学 部)
  - كلية العلوم الصيدلية (薬 学部)
- كليات الدراسات العليا (大 学院)
  - كلية الدراسات العليا للاقتصاد [12] (経 済 学 研究 科)
  - كلية الدراسات العليا في إدارة الأعمال (経 営 学 研究 科)
  - كلية الدراسات العليا للعلوم والهندسة (理工 学 研究 科)
  - كلية الدراسات العليا لإدارة التكنولوجيا [13] (テ ク ノ ロ ジ ー ・ マ ネ ジ メ ン ト 研究 科)
- المعهد في BKC (イ ン ス テ ィ テ ュ ー ト)
  - المعهد المتكامل للفنون والعلوم
    - معهد البيئة والتصميم (環境 ・ デ ザ イ ン イ ン ス テ ィ テ ュ ー ト)
    - المعهد المالي (フ ァ イ ナ ン ス ・ 情報 イ ン ス テ ィ テ ュ ー ト)
    - معهد إدارة الخدمة (サ ー ビ ス ・ マ ネ ジ メ ン ト イ ン ス テ ィ テ ュ ー ト)

## جامعة ريتسوميكان آسيا والمحيط الهادئ
جامعة ريتسوميكان آسيا والمحيط الهادئ (باليابانية: 立命 館 ア ジ ア 太平洋 大学) هي مؤسسة خاصة افتُتحت في أبريل 2000 في بيبو، محافظة أويتا، اليابان. أصبحت جامعة ريتسوميكان ريتسوميكان آسيا والمحيط الهادئ ممكنة من خلال تعاون ثلاثة أطراف من القطاعين العام والخاص: محافظة أويتا ومدينة بيبو وجامعة ريتسوميكان. يبلغ عدد المسجلين في الجامعة أقل من 6000 طالب. ما يقرب من نصف الطلاب وأعضاء هيئة التدريس يأتون من الخارج.

## ألعاب القوى

### كرة القدم الأمريكية
تدعم الجامعة فريق قواعد كرة القدم الأمريكية منذ عام 1953. فاز الفريق بثلاث بطولات وطنية وسبع بطولات جماعية وتسع بطولات مؤتمرات.

## خدمات

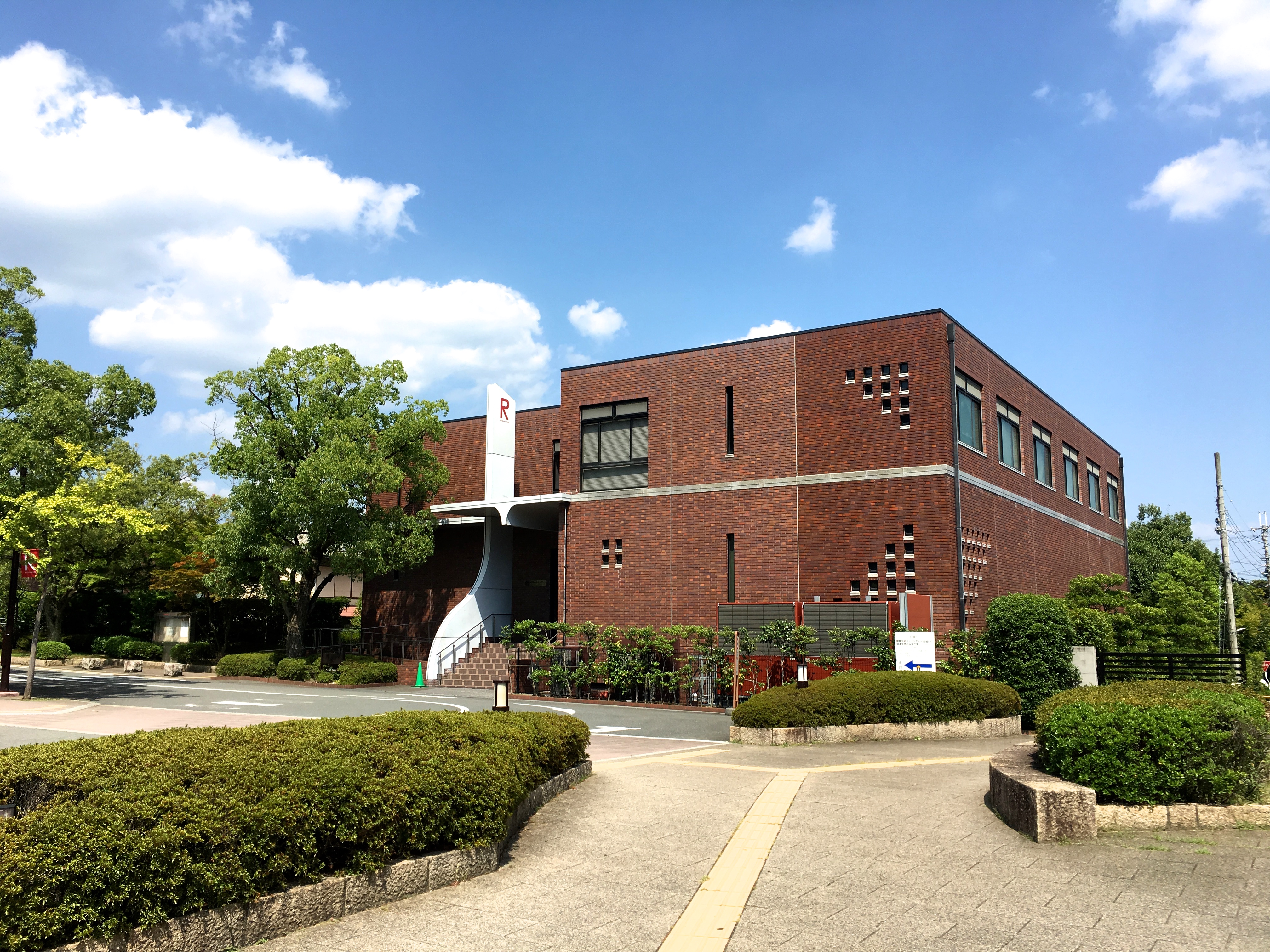
مركز البحوث الفنية (حرم كينوجاسا)

### مركز البحوث لأنظمة التخفيف من حدة الكوارث
أنشئ في أبريل 2005 في حرم بيواكو-كوساتو الجامعي، ويركز العمل في هذا المركز على التخفيف من حدة الكوارث باستخدام أنظمة الاستشعار وشبكات الكمبيوتر.

### مركز البحوث الفنية
يقع هذا المركز في حرم كينوجاسا الجامعي، ويضم مركز العلوم الإنسانية الرقمية للفنون والثقافات اليابانية، والذي يركز على البحث في الفن والثقافة اليابانية باستخدام الأرشيفات الرقمية وقواعد البيانات وأنظمة المعلومات الجغرافية.

### المتاحف
يسعى متحف كيوتو للسلام العالمي إلى إجراء فحص نقدي لماضي اليابان العسكري، ويتضمن العديد من المعروضات بدءًا من الحرب الصينية اليابانية في 1894-5 إلى حرب العراق.

### مركز الإشعاع السنكروتروني
يقع في حرم الجامعة، تم إنشاء هذا المركز للبحث باستخدام إشعاع السنكروترون.

## خريجون بارزون
هذه قائمة بمشاهير ينتمون إلى جامعة ريتسوميكان، بما في ذلك الخريجين والطلاب السابقين والأساتذة:
- موموفوكو أندو (كلية الاقتصاد عام 1934)، مؤسس شركة Nissin Food Products Co.، Ltd. التي اخترعت أول معكرونة سريعة التحضير في العالم وكوب نودلز.
- كينيتشيرو ساتو الرئيس التنفيذي لشركة روم
- دين كاواكاتسو الرئيس التنفيذي السابق لسكة حديد نانكاى الكهربائية
- تاكاشي هاجا رئيس مجلس الإدارة السابق والمدير التنفيذي لشركة ماروداي فود
- شينشيرو فوروموتو (1987 كلية الحقوق)، عضو مجلس النواب
- كينتا إيزومي (1998 كلية الحقوق)، عضو مجلس النواب
- تاديوشي إيشيدا (1967 كلية الحقوق)، عضو مجلس المستشارين
- هيروشي أوكادا (1969 كلية العلوم الاجتماعية)، عضو مجلس المستشارين
- أتسويا فوروتا (1988 كلية إدارة الأعمال)، لاعب بيسبول محترف نيبون (طوكيو ياكولت سوالوز)
- سيكو (كلية العلاقات الدولية)، مغنية ونصف من بيني ك
- شيجيتوشي هاسيغاوا (1990 كلية العلوم الاجتماعية)، لاعب MLB
- ماسافومي كاواجوتشي (1996 كلية العلاقات الدولية)، لاعب كرة قدم أمريكي
- نورياكي كينوشيتا (كلية إدارة الأعمال)، لاعب كرة قدم أمريكي
- ريكيا كوياما (كلية الحقوق)، ممثل
- دايسوكي ماتسوي (كلية إدارة الأعمال)، لاعب كرة قدم
- تسوتومو ميناكامي، روائي، حائز على جائزة ناوكي
- ماسايوكي ناجاري، فنان
- هيرويوكي ناجاتو، ممثل
- جورو نايا، ممثل
- روكورو نايا (كلية الحقوق)، ممثل
- إيسين نيسيو، روائية
- توموكازو أوكا (كلية إدارة الأعمال)، لاعب إم إل بي
- كورولي، فرقة موسيقية يابانية
- ماسومي ياغي وشيجيو تاكاهاشي، ثنائي كوميدي
- ماي كوراكي (كلية العلوم الاجتماعية، 2005)، مغنية
- هيروشي تاناهاشي، مصارع محترف
- تومواكي تانيجوتشي، لاعب الرجبي الياباني
- يوجي إيجيري، أستاذ محاسبة
- الأميرة راية الأردنية
- توموتاكا تاكاهاشي، صانع روبوت
- أكيرا ماتشيدا، عالم آثار
- ياماغوتشي جوجين (كلية الحقوق)، ماجستير كاراتيه
- سوه سونغ، أستاذ وكاتب
- أوتوبوكي بيفر، فرقة بانك

## قائمة الجامعات الشريكة
يمكن العثور على قائمة كاملة بالمؤسسات الشريكة لجامعة ريتسوميكان على الموقع الإلكتروني.

### أستراليا
- الجامعة الوطنية الاسترالية
- جامعة ماكواري
- جامعة سيدني
- جامعة ملبورن
- جامعة كوينزلاند
- جامعة غرب استراليا
- جامعة اديلايد

### الصين
جامعة بكين
- جامعة تسنغوا
- جامعة فودان
- جامعة شنغهاي جياو تونغ
- جامعة العلوم والتكنولوجيا في الصين
- جامعة دونغبي للتمويل والاقتصاد
- جامعة داليان للغات الأجنبية

### سنغافورة
- جامعة سنغافورة الوطنية (NUS)
- جامعة نانيانغ التكنولوجية

### تايلاند
جامعة شولالونغكورن
- جامعة ماهيدول
- جامعة تاماسات

### إندونيسيا
- جامعة جاجة مدى
- جامعة اندونيسيا
- جامعة براويجايا
- جامعة بادجادجاران
- معهد تكنولوجيا باندونغ
- جامعة المحمدية في يوجياكرتا

### كوريا الجنوبية
- جامعة سيول الوطنية
- المعهد الكوري المتقدم للعلوم والتكنولوجيا
- جامعة كوريا
- جامعة اينها
- جامعة دونجوك
- جامعة يونسي
- جامعة سانغميونج

### كندا
- جامعة سيمون فريزر
- جامعة كولومبيا البريطانية
- جامعة ألبرتا

### الولايات المتحدة الأمريكية
- الجامعة الأمريكية
- جامعة ولاية كاليفورنيا، خليج مونتيري
- جامعة جنوب كاليفورنيا
- جامعة جورج تاون
- جامعة ديبول
- جامعة أوهايو الشمالية
- جامعة أوكلاهوما سيتي
- جامعة روتجرز
- كلية إلينوي
- جامعة الاباما
- جامعة واشنطن
- جامعة نورث كارولينا في تشابل هيل
- جامعة إلينوي في أوربانا شامبين
- جامعة مينيسوتا
- جامعة أوكلاهوما
- جامعة فلوريدا الدولية
- جامعة شمال تكساس
- جامعة هاواي [16]

### أيرلندا
- جامعة مدينة دبلن

### المملكة المتحدة
- مدرسة الدراسات الشرقية والإفريقية، جامعة لندن
- كينجز كوليدج لندن، جامعة لندن
- جامعة ادنبرة
- جامعة وارويك
- جامعة مانشستر
- جامعة كارديف
- جامعة شيفيلد
- جامعة ليدز

### الجمهورية التشيكية
جامعة مصاريك

### فرنسا
المدرسة العليا نورمال
- مدرسة البوليتكنيك
- جامعة ستراسبورغ
- جامعة إيكس مرسيليا
- جامعة باريس ديدرو
- EPITECH

### فنلندا
جامعة هلسنكي

### السويد
جامعة هالمستاد
- مدرسة يونشوبينغ الدولية للأعمال
- جامعة لوند
- جامعة مالمو
- سودرتورنز هوغسكولا
- جامعة جوتنبرج [17]

### إسبانيا
جامعة برشلونة المستقلة
- جامعة اليكانتي

### المملكة العربية السعودية
جامعة الملك عبدالعزيز
- جامعة الإمام محمد بن سعود الإسلامية

## النقابات
يتم تمثيل بعض الموظفين في جامعة ريتسوميكان من قبل الاتحاد العام، وهو عضو في الاتحاد الوطني للعمال العامين (NUGW)، وهو نفسه عضو في مجلس النقابات الوطنية (Zenrokyo).